# Gunter Schweiger
Gunter Schweiger (* 1953 in Ingolstadt) ist deutscher Ingenieur und emeritierter Professor für Konstruktion und Qualitätsmanagement der Technischen Hochschule Ingolstadt (THI). Er war von 1998 bis 2012 deren Präsident sowie von 2008 bis 2012 Vorsitzender des bayerischen Hochschulverbandes Hochschule Bayern e.V.

## Leben
Nach einem Maschinenbaustudium an der Technischen Universität München und dem Wehrdienst bei der Bundeswehr promovierte Schweiger von 1979 bis 1983 an der Universität der Bundeswehr München an der Fakultät für Luft- und Raumfahrttechnik. Anschließend arbeitete er bei Audi in der technischen Entwicklung und Qualitätssicherung, um dann ab 1990 eine Maschinenbau-Professur an der Hochschule Regensburg zu übernehmen. 1997 wechselte er an die Hochschule Ingolstadt als Dekan des Fachbereichs Ingenieurwissenschaften. 1998 wurde er zum Präsidenten der Hochschule gewählt, 2008 zum Vorsitzenden des bayerischen Hochschulverbandes Hochschule Bayern e.V. Er war Mitglied im Strategierat des bayerischen Haus der Forschung und im Zukunftsrat der bayerischen Staatsregierung. 2011 wurde er als Hochschulmanager des Jahres ausgezeichnet. Bundespräsident Joachim Gauck berief ihn 2013 in den Wissenschaftsrat der Bundesrepublik Deutschland. Von 2011 bis 2019 nahm er Aufgaben als Hochschulrat der Hochschule RheinMain wahr. Er ist Mitglied im wissenschaftlichen Beirat des Bundesverbandes eMobilität. Nach 14 Jahren Präsidentschaft wechselte er zurück auf seine Professur an der Hochschule Ingolstadt und war bis zum Eintritt in den Ruhestand wieder in Lehre und Forschung tätig. Schweiger ist weiterhin bundesweit hochschulpolitisch beratend aktiv. In Anerkennung seiner wissenschaftlichen Verdienste wurde ihm 2019 von der Stadt Ingolstadt die Peter-Apian-Medaille verliehen. Am 8. Juli 2021 wurde ihm der Bayerische Verdienstorden verliehen.